# Campionati europei di sollevamento pesi 2024
I Campionati europei di sollevamento pesi 2024, 104ª edizione maschile e 36ª femminile della manifestazione, si sono svolti dal 12 al 20 febbraio a Sofia, in Bulgaria, all'Arena Armeec. Sono stati validi come torneo di qualificazione per i Giochi della XXXIII Olimpiade di Parigi del 2024.
In base alle variazioni avvenute nel corso del suo svolgimento, l'edizione è conteggiata come:
- l'82ª effettivamente organizzata;
- la 102ª secondo la numerazione della EWF;
- la 104ª secondo la numerazione della IWF.

## Cambio sede

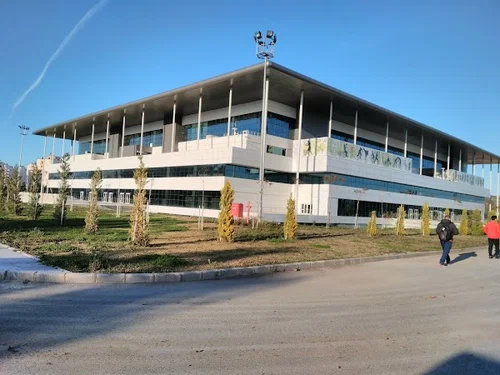
L'esterno dell'Antalya Sports Hall di Adalia, sede inizialmente prevista per la disputa dei campionati prima del ritiro della Turchia

Il 3 dicembre 2022 la EWF decise di organizzare i campionati dal 17 al 28 febbraio ad Adalia, all'Antalya Sports Hall, ma per effetto della positività agli steroidi riscontrata nel giugno del 2023 agli atleti turchi Hakan Kurnaz e Pelinsu Bayav, ai quali si aggiunge il 31 agosto Batu Han Yüksel, la Turchia il 1º settembre si ritira dall'organizzazione dei campionati.
Sarebbe stata la quinta volta che Adalia ospitava un campionato internazionale di sollevamento pesi, poiché la città turca aveva già ospitato due edizioni dei campionati europei, nel 2002 e nel 2012, e due edizioni dei campionati mondiali, nel 2001 e nel 2010. Per la scelta della nuova sede erano candidate anche la Polonia, che ha rinunciato, e la Moldavia, che ospiterà i campionati europei nel 2025. Per effetto di tale decisione, la Turchia ha rischiato l'esclusione dalle Olimpiadi di Parigi del 2024 e quattro anni di sospensione dall'attività internazionale o una multa di 500 000 dollari, insieme con altre tre nazioni, Kazakistan, Ucraina e Turkmenistan.
Il 10 ottobre 2023 la EWF annuncia la nuova sede di Sofia, in Bulgaria, all'Arena Armeec, e lo spostamento delle date di svolgimento dal 12 al 20 febbraio 2024. Sofia non ospitava un campionato europeo da vent'anni, dall'edizione del 2005 che si svolse all'Universiada Hall.

## Titoli in palio
Sono stati assegnati 20 titoli europei, 10 maschili e 10 femminili. In neretto sono indicate le 10 categorie (5 maschili e 5 femminili) valide come torneo di qualificazione per i Giochi olimpici di Parigi 2024.
Categorie maschili
| Categoria            | Eventi         | Atleti | Gruppi |
| -------------------- | -------------- | ------ | ------ |
| Pesi mosca           | Fino a 55 kg   | 12     | 1      |
| Pesi gallo           | Fino a 61 kg   | 10     | 1      |
| Pesi piuma           | Fino a 67 kg   | 18     | 2      |
| Pesi leggeri         | Fino a 73 kg   | 20     | 2      |
| Pesi medi            | Fino a 81 kg   | 17     | 2      |
| Pesi massimi leggeri | Fino a 89 kg   | 21     | 2      |
| Pesi mediomassimi    | Fino a 96 kg   | 22     | 2      |
| Pesi massimi primi   | Fino a 102 kg  | 24     | 2      |
| Pesi massimi         | Fino a 109 kg  | 20     | 2      |
| Pesi supermassimi    | Oltre i 109 kg | 20     | 2      |

Categorie femminili
| Categoria            | Eventi          | Atlete | Gruppi |
| -------------------- | --------------- | ------ | ------ |
| Pesi mosca           | Fino a 45 kg    | 13     | 2      |
| Pesi gallo           | Fino a 49 kg    | 18     | 2      |
| Pesi piuma           | Fino a 55 kg    | 15     | 2      |
| Pesi leggeri         | Fino a 59 kg    | 25     | 2      |
| Pesi medi            | Fino a 64 kg    | 28     | 3      |
| Pesi massimi leggeri | Fino a 71 kg    | 25     | 3      |
| Pesi mediomassimi    | Fino a 76 kg    | 15     | 2      |
| Pesi massimi primi   | Fino a 81 kg    | 12     | 1      |
| Pesi massimi         | Fino a 87 kg    | 18     | 2      |
| Pesi supermassimi    | Oltre gli 87 kg | 13     | 2      |

## Calendario eventi
Il 12 dicembre 2023 viene diffuso il calendario dei titoli da assegnare nelle nove giornate di gare. Rispetto all'edizione precedente, la suddivisione dei titoli per giornata rimane invariata.
| Giorno→ Categoria ↓ | Lu 12 | Ma 13 | Me 14 | Gi 15 | Ve 16 | Sa 17 | Do 18 | Lu 19 | Ma 20 |
| ------------------- | ----- | ----- | ----- | ----- | ----- | ----- | ----- | ----- | ----- |
| 55 kg               |       | ●     |       |       |       |       |       |       |       |
| 61 kg               |       | ●     |       |       |       |       |       |       |       |
| 67 kg               |       |       | ●     |       |       |       |       |       |       |
| 73 kg               |       |       |       | ●     |       |       |       |       |       |
| 81 kg               |       |       |       |       | ●     |       |       |       |       |
| 89 kg               |       |       |       |       |       | ●     |       |       |       |
| 96 kg               |       |       |       |       |       |       | ●     |       |       |
| 102 kg              |       |       |       |       |       |       |       | ●     |       |
| 109 kg              |       |       |       |       |       |       |       | ●     |       |
| +109 kg             |       |       |       |       |       |       |       |       | ●     |

| Giorno→ Categoria ↓ | Lu 12 | Ma 13 | Me 14 | Gi 15 | Ve 16 | Sa 17 | Do 18 | Lu 19 | Ma 20 |
| ------------------- | ----- | ----- | ----- | ----- | ----- | ----- | ----- | ----- | ----- |
| 45 kg               | ●     |       |       |       |       |       |       |       |       |
| 49 kg               | ●     |       |       |       |       |       |       |       |       |
| 55 kg               |       | ●     |       |       |       |       |       |       |       |
| 59 kg               |       |       | ●     |       |       |       |       |       |       |
| 64 kg               |       |       |       | ●     |       |       |       |       |       |
| 71 kg               |       |       |       |       | ●     |       |       |       |       |
| 76 kg               |       |       |       |       |       | ●     |       |       |       |
| 81 kg               |       |       |       |       |       |       | ●     |       |       |
| 87 kg               |       |       |       |       |       |       |       | ●     |       |
| +87 kg              |       |       |       |       |       |       |       |       | ●     |

## Nazioni partecipanti

### Iscritte
Inizialmente era prevista la partecipazione di 40 nazioni europee. Il 12 dicembre 2023 viene diffusa una lista preliminare di iscrizione mentre il 14 gennaio 2024 è diffusa la lista degli atleti iscritti ai campionati, che sono 405 (205 uomini e 200 donne, incluse le riserve), rappresentanti di 43 nazioni.
A causa di problemi di sicurezza, la federazione americana di sollevamento pesi (USA Weightlifting) ha deciso di non partecipare ai Campionati Panamericani disputati in Venezuela. La EWF ha approvato la partecipazione della squadra statunitense ai campionati europei. Gli atleti hanno così preservato la possibilità di qualificarsi per le Olimpiadi estive del 2024. L'ultima nazione non europea che partecipò ai campionati continentali, su invito, fu l'Egitto, nell'edizione del 1931.
Come avvenuto ai campionati mondiali del 2023, alcuni atleti bielorussi gareggiano con l'acronimo AIN ("Atleti Individuali Neutrali"). Nessun atleta russo ha accettato di partecipare da neutrale, e nessuna bandiera è stata utilizzata per la delegazione, neppure quella dell'IWF. Inoltre, ai campionati partecipa la squadra di sollevatori rifugiati, composta da due atleti (un uomo e una donna) indicata con l'acronimo WRT ("Weightlifting Refugees Team"), il nome ufficiale IWF Refugee Team con l'adozione della bandiera dell'IWF e l'esecuzione dell'inno olimpico nelle cerimonie di premiazione.
- Albania  (12)
- Armenia  (17)
- Atleti Individuali Neutrali (14)
- Austria  (7)
- Azerbaigian  (9)
- Belgio  (10)
- Bosnia ed Erzegovina  (5)
- Bulgaria  (22)
- Cipro  (1)
- Croazia  (6)
- Danimarca  (10)
- Estonia  (3)
- Finlandia  (8)
- Francia  (10)
- Georgia  (16)
- Germania  (10)
- Grecia  (7)
- Irlanda  (8)
- Islanda  (6)
- Israele  (5)
- Italia  (10)
- Lettonia  (3)
- Lituania  (6)
- Lussemburgo  (1)
- Moldavia  (17)
- Norvegia  (9)
- Paesi Bassi  (6)
- Polonia  (14)
- Portogallo  (7)
- Regno Unito  (10)
- Rep. Ceca  (20)
- Romania  (14)
- Serbia  (5)
- Slovacchia  (8)
- Slovenia  (2)
- Spagna  (14)
- Stati Uniti  (15)
- Svezia  (3)
- Svizzera  (4)
- Turchia  (22)
- Ucraina  (22)
- Ungheria  (5)
- IWF Refugee Team (WRT)  (2)

### Effettive
Ai campionati partecipano 378 atleti (192 uomini e 186 donne), rappresentanti di 43 nazioni.
- Albania  (12)
- Armenia  (15)
- Atleti Individuali Neutrali (14)
- Austria  (7)
- Azerbaigian  (9)
- Belgio  (8)
- Bosnia ed Erzegovina  (4)
- Bulgaria  (19)
- Cipro  (1)
- Croazia  (6)
- Danimarca  (10)
- Estonia  (3)
- Finlandia  (8)
- Francia  (10)
- Georgia  (12)
- Germania  (10)
- Grecia  (7)
- Irlanda  (8)
- Islanda  (6)
- Israele  (5)
- Italia  (8)
- Lettonia  (3)
- Lituania  (6)
- Lussemburgo  (1)
- Moldavia  (16)
- Norvegia  (8)
- Paesi Bassi  (6)
- Polonia  (12)
- Portogallo  (7)
- Regno Unito  (10)
- Rep. Ceca  (17)
- Romania  (14)
- Serbia  (5)
- Slovacchia  (8)
- Slovenia  (2)
- Spagna  (14)
- Stati Uniti  (15)
- Svezia  (3)
- Svizzera  (4)
- Turchia  (20)
- Ucraina  (18)
- Ungheria  (5)
- IWF Refugee Team (WRT)  (2)

## Risultati

### Categorie maschili
| Evento             | Oro                | Oro    | Argento               | Argento | Bronzo             | Bronzo |
| ------------------ | ------------------ | ------ | --------------------- | ------- | ------------------ | ------ |
| 55 kg (Dettagli)   |                    |        |                       |         |                    |        |
| Strappo            | Muammer Şahin      | 112 kg | Ramini Shamilishvili  | 111 kg  | Angel Rusev        | 109 kg |
| Slancio            | Angel Rusev        | 135 kg | Džan Zarkov           | 133 kg  | Josué Brachi       | 131 kg |
| Totale             | Angel Rusev        | 244 kg | Ramini Shamilishvili  | 241 kg  | Džan Zarkov        | 235 kg |
| 61 kg (Dettagli)   |                    |        |                       |         |                    |        |
| Strappo            | Ivan Dimov         | 130 kg | Pavlo Zalips'kyj      | 126 kg  | Shota Mishvelidze  | 125 kg |
| Slancio            | Gabriel Marinov    | 160 kg | Valentin Iancu        | 154 kg  | Ivan Dimov         | 150 kg |
| Totale             | Gabriel Marinov    | 281 kg | Ivan Dimov            | 280 kg  | Shota Mishvelidze  | 272 kg |
| 67 kg (Dettagli)   |                    |        |                       |         |                    |        |
| Strappo            | Kaan Kahriman      | 142 kg | Sergio Massidda       | 141 kg  | Gor Sahakyan       | 140 kg |
| Slancio            | Gor Sahakyan       | 171 kg | Ferdi Hardal          | 169 kg  | Kaan Kahriman      | 168 kg |
| Totale             | Gor Sahakyan       | 311 kg | Kaan Kahriman         | 310 kg  | Ferdi Hardal       | 304 kg |
| 73 kg (Dettagli)   |                    |        |                       |         |                    |        |
| Strappo            | Božidar Andreev    | 155 kg | Ritvars Suharevs      | 154 kg  | Mirko Zanni        | 153 kg |
| Slancio            | Božidar Andreev    | 193 kg | Muhammed Furkan Özbek | 186 kg  | Yusuf Fehmi Genç   | 184 kg |
| Totale             | Božidar Andreev    | 348 kg | Muhammed Furkan Özbek | 336 kg  | Ritvars Suharevs   | 331 kg |
| 81 kg (Dettagli)   |                    |        |                       |         |                    |        |
| Strappo            | Oscar Reyes        | 155 kg | Erkand Qerimaj        | 155 kg  | Rafik Harutyunyan  | 154 kg |
| Slancio            | Oscar Reyes        | 191 kg | Kristi Ramadani       | 190 kg  | Patryk Bęben       | 183 kg |
| Totale             | Oscar Reyes        | 346 kg | Kristi Ramadani       | 341 kg  | Rafik Harutyunyan  | 336 kg |
| 89 kg (Dettagli)   |                    |        |                       |         |                    |        |
| Strappo            | Karlos Nasar       | 176 kg | Marin Robu            | 171 kg  | Antonino Pizzolato | 170 kg |
| Slancio            | Karlos Nasar       | 215 kg | Antonino Pizzolato    | 210 kg  | Pjotr Asajonak     | 207 kg |
| Totale             | Karlos Nasar       | 391 kg | Antonino Pizzolato    | 380 kg  | Marin Robu         | 378 kg |
| 96 kg (Dettagli)   |                    |        |                       |         |                    |        |
| Strappo            | Davit Hovhannisyan | 169 kg | Hakob Mkrtchyan       | 166 kg  | Pavel Chadasevič   | 165 kg |
| Slancio            | Hakob Mkrtchyan    | 209 kg | Davit Hovhannisyan    | 205 kg  | Julian Kurlovič    | 196 kg |
| Totale             | Hakob Mkrtchyan    | 375 kg | Davit Hovhannisyan    | 374 kg  | Pavel Chadasevič   | 360 kg |
| 102 kg (Dettagli)  |                    |        |                       |         |                    |        |
| Strappo            | Garik Karapetyan   | 182 kg | Jaŭhen Cichancoŭ      | 181 kg  | Samvel Gasparyan   | 180 kg |
| Slancio            | Jaŭhen Cichancoŭ   | 217 kg | Samvel Gasparyan      | 216 kg  | Irakli Chkheidze   | 212 kg |
| Totale             | Jaŭhen Cichancoŭ   | 398 kg | Samvel Gasparyan      | 396 kg  | Garik Karapetyan   | 394 kg |
| 109 kg (Dettagli)  |                    |        |                       |         |                    |        |
| Strappo            | Dadaş Dadaşbəyli   | 176 kg | Hristo Hristov        | 175 kg  | Matthäus Hofmann   | 172 kg |
| Slancio            | Dadaş Dadaşbəyli   | 212 kg | Onur Demirci          | 207 kg  | Matthäus Hofmann   | 206 kg |
| Totale             | Dadaş Dadaşbəyli   | 388 kg | Hristo Hristov        | 380 kg  | Matthäus Hofmann   | 378 kg |
| +109 kg (Dettagli) |                    |        |                       |         |                    |        |
| Strappo            | Varazdat Lalayan   | 205 kg | Ėduard Zjazjulin      | 195 kg  | Simon Martirosyan  | 190 kg |
| Slancio            | Varazdat Lalayan   | 250 kg | Simon Martirosyan     | 247 kg  | Ėduard Zjazjulin   | 241 kg |
| Totale             | Varazdat Lalayan   | 455 kg | Simon Martirosyan     | 437 kg  | Ėduard Zjazjulin   | 436 kg |

## Medagliere

### Grandi (totale)
Riferito al totale dell'esercizio: 20 nazioni sono entrate nel medagliere.
| Posiz. | Nazione                     | Oro | Argento | Bronzo | Totale |
| ------ | --------------------------- | --- | ------- | ------ | ------ |
| 1      | Armenia                     | 4   | 3       | 3      | 10     |
| 2      | Bulgaria                    | 4   | 2       | 1      | 7      |
| 3      | Italia                      | 2   | 2       | 0      | 4      |
| 3      | Ucraina                     | 2   | 2       | 0      | 4      |
| 5      | Romania                     | 2   | 0       | 0      | 2      |
| 6      | Turchia                     | 1   | 3       | 3      | 7      |
| –      | Atleti Individuali Neutrali | 1   | 1       | 2      | 4      |
| 7      | Polonia                     | 1   | 1       | 1      | 3      |
| 8      | Norvegia                    | 1   | 0       | 1      | 2      |
| 9      | Azerbaigian                 | 1   | 0       | 0      | 1      |
| 9      | Regno Unito                 | 1   | 0       | 0      | 1      |
| 11     | Georgia                     | 0   | 2       | 1      | 3      |
| 12     | Moldavia                    | 0   | 1       | 1      | 2      |
| 13     | Albania                     | 0   | 1       | 0      | 1      |
| 13     | Francia                     | 0   | 1       | 0      | 1      |
| 13     | Israele                     | 0   | 1       | 0      | 1      |
| 16     | Germania                    | 0   | 0       | 3      | 3      |
| 17     | Finlandia                   | 0   | 0       | 1      | 1      |
| 17     | Irlanda                     | 0   | 0       | 1      | 1      |
| 17     | Lettonia                    | 0   | 0       | 1      | 1      |
| 17     | Spagna                      | 0   | 0       | 1      | 1      |
| Totale | Totale                      | 20  | 20      | 20     | 60     |

### Grandi (totale) e Piccole (Strappo e Slancio)
Riferito al totale dell'esercizio e delle due specialità: 22 nazioni sono entrate nel medagliere.
| Posiz. | Nazione                     | Oro | Argento | Bronzo | Totale |
| ------ | --------------------------- | --- | ------- | ------ | ------ |
| 1      | Armenia                     | 11  | 7       | 8      | 26     |
| 2      | Bulgaria                    | 11  | 4       | 4      | 19     |
| 3      | Italia                      | 6   | 5       | 2      | 13     |
| 4      | Turchia                     | 5   | 8       | 11     | 24     |
| 5      | Ucraina                     | 5   | 6       | 2      | 13     |
| 6      | Romania                     | 5   | 1       | 2      | 8      |
| 7      | Polonia                     | 4   | 2       | 2      | 8      |
| 8      | Norvegia                    | 4   | 0       | 1      | 5      |
| –      | Atleti Individuali Neutrali | 3   | 4       | 7      | 14     |
| 9      | Azerbaigian                 | 3   | 0       | 0      | 3      |
| 10     | Regno Unito                 | 2   | 1       | 1      | 4      |
| 11     | Georgia                     | 1   | 4       | 3      | 8      |
| 12     | Moldavia                    | 0   | 4       | 1      | 5      |
| 13     | Israele                     | 0   | 3       | 1      | 4      |
| 14     | Albania                     | 0   | 3       | 0      | 3      |
| 15     | Germania                    | 0   | 2       | 5      | 7      |
| 16     | Spagna                      | 0   | 1       | 3      | 4      |
| 17     | Belgio                      | 0   | 1       | 1      | 1      |
| 17     | Danimarca                   | 0   | 1       | 1      | 2      |
| 17     | Finlandia                   | 0   | 1       | 1      | 2      |
| 17     | Francia                     | 0   | 1       | 1      | 2      |
| 17     | Lettonia                    | 0   | 1       | 1      | 2      |
| 22     | Irlanda                     | 0   | 0       | 2      | 2      |
| Totale | Totale                      | 60  | 60      | 60     | 180    |

## Classifica a squadre

### Sistema di punteggio
Il sistema di punteggio è indicato dalla sommatoria dell'esercizio totale e delle due specialità in base allo schema adottato nel 1996:

### Categorie maschili
| Pos. | Squadra              | Punti |
| ---- | -------------------- | ----- |
| 1    | Bulgaria             | 696   |
| 2    | Armenia              | 669   |
| 3    | Turchia              | 628   |
| 4    | Georgia              | 535   |
| 5    | Moldavia             | 485   |
| 6    | Ucraina              | 454   |
| 7    | Azerbaigian          | 363   |
| 8    | Rep. Ceca            | 304   |
| 9    | Germania             | 300   |
| 10   | Albania              | 278   |
| 11   | Spagna               | 250   |
| 12   | Romania              | 249   |
| 13   | Italia               | 248   |
| 14   | Polonia              | 191   |
| 15   | Austria              | 170   |
| 16   | Israele              | 144   |
| 17   | Lettonia             | 143   |
| 18   | Francia              | 141   |
| 19   | Portogallo           | 139   |
| 20   | Regno Unito          | 134   |
| 21   | Grecia               | 132   |
| 22   | Slovacchia           | 130   |
| 23   | Finlandia            | 107   |
| 24   | Lituania             | 88    |
| 25   | Danimarca            | 81    |
| 26   | Irlanda              | 69    |
| 27   | Svizzera             | 69    |
| 28   | Croazia              | 67    |
| 29   | Estonia              | 66    |
| 30   | Bosnia ed Erzegovina | 65    |
| 31   | Serbia               | 54    |
| 32   | Ungheria             | 53    |
| 33   | Paesi Bassi          | 50    |
| 34   | Slovenia             | 50    |
| 35   | Svezia               | 44    |
| 36   | Norvegia             | 44    |
| 37   | Cipro                | 38    |
| 38   | Belgio               | 35    |

### Categorie femminili
| Pos. | Squadra              | Punti |
| ---- | -------------------- | ----- |
| 1    | Ucraina              | 654   |
| 2    | Turchia              | 535   |
| 3    | Romania              | 485   |
| 4    | Spagna               | 395   |
| 5    | Norvegia             | 362   |
| 6    | Bulgaria             | 344   |
| 7    | Armenia              | 327   |
| 8    | Polonia              | 326   |
| 9    | Moldavia             | 324   |
| 10   | Rep. Ceca            | 303   |
| 11   | Finlandia            | 261   |
| 12   | Regno Unito          | 253   |
| 13   | Islanda              | 249   |
| 14   | Danimarca            | 246   |
| 15   | Germania             | 241   |
| 16   | Grecia               | 192   |
| 17   | Francia              | 188   |
| 18   | Slovacchia           | 186   |
| 19   | Ungheria             | 179   |
| 20   | Irlanda              | 178   |
| 21   | Belgio               | 173   |
| 22   | Paesi Bassi          | 169   |
| 23   | Italia               | 156   |
| 24   | Serbia               | 138   |
| 25   | Israele              | 137   |
| 26   | Georgia              | 129   |
| 27   | Austria              | 114   |
| 28   | Croazia              | 100   |
| 29   | Lituania             | 75    |
| 30   | Svezia               | 70    |
| 31   | Svizzera             | 57    |
| 32   | Lussemburgo          | 53    |
| 33   | Estonia              | 52    |
| 34   | Azerbaigian          | 44    |
| 35   | Portogallo           | 37    |
| 36   | Bosnia ed Erzegovina | 24    |

## Gare maschili

### 55 kg maschili
| Pos. | Atleta                     | Gruppo | Peso atleta | Strappo (kg) | Strappo (kg) | Strappo (kg) | Strappo (kg) | Slancio (kg) | Slancio (kg) | Slancio (kg) | Slancio (kg) | Totale |
| Pos. | Atleta                     | Gruppo | Peso atleta | 1            | 2            | 3            | Pos.         | 1            | 2            | 3            | Pos.         | Totale |
| ---- | -------------------------- | ------ | ----------- | ------------ | ------------ | ------------ | ------------ | ------------ | ------------ | ------------ | ------------ | ------ |
|      | Angel Rusev (BUL)          | A      | 54.93       | 105          | 109          | 111          |              | 135          | 140          | —            |              | 244    |
|      | Ramini Shamilishvili (GEO) | A      | 54.73       | 106          | 109          | 111          |              | 126          | 130          | 134          | 4            | 241    |
|      | Džan Zarkov (BUL)          | A      | 54.78       | 95           | 99           | 102          | 8            | 123          | 129          | 133          |              | 235    |
| 4    | Marian-Cristian Luca (ROU) | A      | 55.00       | 102          | 106          | 110          | 5            | 125          | 128          | 131          | 5            | 234    |
| 5    | Muammer Şahin (TUR)        | A      | 55.00       | 110          | 112          | 112          |              | 121          | 125          | 125          | 9            | 233    |
| 6    | Goderdzi Berdelidze (GEO)  | A      | 54.83       | 107          | 107          | 110          | 4            | 123          | 123          | 123          | 8            | 230    |
| 7    | Harun Algül (TUR)          | A      | 54.92       | 104          | 107          | 110          | 6            | 125          | 130          | 130          | 6            | 229    |
| 8    | Dmytro Voronovskyi (UKR)   | A      | 55.00       | 103          | 103          | 106          | 7            | 123          | 129          | 130          | 7            | 226    |
| 9    | Iulian Betca (MDA)         | A      | 54.92       | 98           | 98           | 103          | 9            | 115          | 115          | 119          | 10           | 217    |
| 10   | Andrian Comerzan (MDA)     | A      | 55.00       | 85           | 89           | 89           | 10           | 105          | 110          | 115          | 12           | 199    |
| 11   | Alexandr Džobák (CZE)      | A      | 52.96       | 85           | 86           | 90           | 11           | 110          | 115          | 116          | 11           | 196    |
| —    | Josué Brachi (ESP)         | A      | 55.00       | 108          | 108          | 110          | —            | 125          | 130          | 131          |              | —      |

### 61 kg maschili
| Pos. | Atleta                    | Gruppo | Peso atleta | Strappo (kg) | Strappo (kg) | Strappo (kg) | Strappo (kg) | Slancio (kg) | Slancio (kg) | Slancio (kg) | Slancio (kg) | Totale |
| Pos. | Atleta                    | Gruppo | Peso atleta | 1            | 2            | 3            | Pos.         | 1            | 2            | 3            | Pos.         | Totale |
| ---- | ------------------------- | ------ | ----------- | ------------ | ------------ | ------------ | ------------ | ------------ | ------------ | ------------ | ------------ | ------ |
|      | Gabriel Marinov (BUL)     | A      | 60.96       | 118          | 121          | 121          | 5            | 152          | 160          | —            |              | 281    |
|      | Ivan Dimov (BUL)          | A      | 60.88       | 130          | 133          | 133          |              | 150          | 150          | 150          |              | 280    |
|      | Shota Mishvelidze (GEO)   | A      | 61.00       | 121          | 125          | 125          |              | 143          | 147          | 156          | 4            | 272    |
| 4    | Pavlo Zalips'kyj (UKR)    | A      | 60.98       | 121          | 124          | 126          |              | 141          | 144          | 145          | 6            | 271    |
| 5    | Valentin Iancu (ROU)      | A      | 60.99       | 115          | 120          | 121          | 8            | 145          | 151          | 154          |              | 269    |
| 6    | Mustafa Eliş (TUR)        | A      | 60.79       | 116          | 119          | 119          | 6            | 145          | 146          | 150          | 5            | 265    |
| 7    | Daniel Lungu (MDA)        | A      | 60.85       | 120          | 124          | 126          | 4            | 135          | 135          | 141          | 9            | 259    |
| 8    | Ion Badanev (MDA)         | A      | 60.61       | 110          | 115          | 120          | 9            | 135          | 140          | 145          | 7            | 258    |
| 9    | Stefan Vladisavljev (SRB) | A      | 60.88       | 113          | 116          | 119          | 7            | 137          | 141          | 141          | 8            | 257    |
| —    | Hampton Morris (USA)      | A      | 61.00       | 122          | 122          | 126          | —            | 168          | 171          | 173          | —            | 297    |

### 67 kg maschili
| Pos. | Atleta                       | Gruppo | Peso atleta | Strappo (kg) | Strappo (kg) | Strappo (kg) | Strappo (kg) | Slancio (kg) | Slancio (kg) | Slancio (kg) | Slancio (kg) | Totale |
| Pos. | Atleta                       | Gruppo | Peso atleta | 1            | 2            | 3            | Pos.         | 1            | 2            | 3            | Pos.         | Totale |
| ---- | ---------------------------- | ------ | ----------- | ------------ | ------------ | ------------ | ------------ | ------------ | ------------ | ------------ | ------------ | ------ |
|      | Gor Sahakyan (ARM)           | A      | 67.00       | 140          | 143          | 143          |              | 171          | 173          | —            |              | 311    |
|      | Kaan Kahriman (TUR)          | A      | 67.00       | 140          | 142          | 142          |              | 163          | 167          | 168          |              | 310    |
|      | Ferdi Hardal (TUR)           | A      | 67.00       | 135          | 138          | 139          | 7            | 167          | 169          | 172          |              | 304    |
| 4    | Sergio Massidda (ITA)        | A      | 65.29       | 135          | 140          | 141          |              | 162          | 167          | 167          | 5            | 304    |
| 5    | Isa Rustamov (AZE)           | B      | 66.82       | 130          | 134          | 137          | 4            | 155          | 162          | 167          | 4            | 303    |
| 6    | Henadz' Lapceŭ (AIN)         | A      | 66.99       | 135          | 140          | 140          | 6            | 160          | 165          | 165          | 7            | 299    |
| 7    | Acorán Hernández (ESP)       | B      | 66.75       | 132          | 135          | 138          | 5            | 156          | 160          | 160          | 10           | 295    |
| 8    | Valentin Genčev (BUL)        | A      | 66.83       | 125          | 128          | 130          | 10           | 160          | 166          | 166          | 6            | 291    |
| 9    | Goga Chkheidze (GEO)         | A      | 66.83       | 128          | 132          | 136          | 9            | 157          | 167          | 168          | 9            | 290    |
| 10   | Dian Pampordzhiev (BUL)      | A      | 67.00       | 120          | 125          | 128          | 12           | 153          | 159          | 166          | 8            | 284    |
| 11   | Víctor Castro (ESP)          | B      | 66.73       | 125          | 130          | 133          | 8            | 145          | 150          | 153          | 11           | 283    |
| 12   | Tehran Mammadov (AZE)        | B      | 65.84       | 120          | 125          | 129          | 11           | 140          | 145          | 150          | 12           | 275    |
| 13   | Dimitris Minasidis (CYP)     | A      | 67.00       | 121          | 121          | 126          | 14           | 150          | –            | –            | 13           | 271    |
| 14   | Marek Komorowski (POL)       | B      | 66.90       | 121          | 121          | 125          | 13           | 145          | 150          | 150          | 16           | 266    |
| 15   | Konstantinos Lampridis (GRE) | B      | 65.20       | 110          | 115          | 119          | 15           | 137          | 143          | 147          | 14           | 266    |
| 16   | Petr Stránský (CZE)          | B      | 66.91       | 117          | 117          | 120          | 16           | 143          | 146          | 146          | 15           | 263    |
| 17   | Faris Durak (BIH)            | B      | 66.48       | 95           | 100          | 103          | 17           | 110          | 117          | 119          | 14           | 210    |
| —    | Simon Brandhuber (GER)       | B      | 65.49       | —            | —            | —            | —            | —            | —            | —            | —            | —      |

### 73 kg maschili
| Pos. | Atleta                      | Gruppo | Peso atleta | Strappo (kg) | Strappo (kg) | Strappo (kg) | Strappo (kg) | Slancio (kg) | Slancio (kg) | Slancio (kg) | Slancio (kg) | Totale |
| Pos. | Atleta                      | Gruppo | Peso atleta | 1            | 2            | 3            | Pos.         | 1            | 2            | 3            | Pos.         | Totale |
| ---- | --------------------------- | ------ | ----------- | ------------ | ------------ | ------------ | ------------ | ------------ | ------------ | ------------ | ------------ | ------ |
|      | Božidar Andreev (BUL)       | A      | 73.00       | 150          | 150          | 155          |              | 181          | 185          | 193          |              | 348    |
|      | Muhammed Furkan Özbek (TUR) | A      | 72.00       | 145          | 148          | 150          | 6            | 185          | 185          | 186          |              | 336    |
|      | Ritvars Suharevs (LAT)      | A      | 73.00       | 150          | 154          | 154          |              | 177          | 177          | 183          | 8            | 331    |
| 4    | Roberto Gutu (GER)          | B      | 73.00       | 147          | 147          | 151          | 5            | 173          | 178          | 182          | 7            | 329    |
| 5    | Briken Calja (ALB)          | A      | 72.90       | 148          | 148          | 153          | 7            | 180          | 185          | 186          | 5            | 328    |
| 6    | Yusuf Fehmi Genç (TUR)      | A      | 69.77       | 140          | 144          | 146          | 12           | 180          | 184          | 186          |              | 328    |
| 7    | Max Lang (GER)              | A      | 73.00       | 140          | 144          | 147          | 10           | 175          | 180          | 186          | 6            | 327    |
| 8    | Bernardin Matam (FRA)       | A      | 72.99       | 138          | 142          | 145          | 13           | 177          | 182          | 182          | 4            | 324    |
| 9    | Omar Javadov (AZE)          | B      | 72.61       | 146          | 150          | 152          | 4            | 166          | 171          | 171          | 11           | 318    |
| 10   | Tiberiu Donose (ROU)        | B      | 73.00       | 140          | 146          | 146          | 14           | 165          | 170          | 175          | 9            | 315    |
| 11   | Archil Malakmadze (GEO)     | B      | 72.97       | 141          | 146          | 151          | 11           | 163          | 168          | 173          | 10           | 314    |
| 12   | Jonathan Chin (GBR)         | B      | 73.00       | 125          | 130          | 131          | 16           | 163          | 163          | 171          | 12           | 288    |
| 13   | Jonas Aufdenblatten (SUI)   | B      | 72.81       | 118          | 122          | 126          | 17           | 145          | 152          | 155          | 13           | 274    |
| 14   | Fran Čubranić (CRO)         | B      | 72.72       | 103          | 108          | 112          | 18           | 135          | 140          | 147          | 14           | 248    |
| —    | Mirko Zanni (ITA)           | A      | 72.81       | 150          | 153          | 153          |              | 183          | 183          | 183          | —            | —      |
| —    | David Sánchez (ESP)         | B      | 73.00       | 147          | 147          | 151          | 8            | —            | —            | —            | —            | —      |
| —    | Christopher Murray (GBR)    | B      | 72.62       | 143          | 143          | 147          | 9            | 179          | 179          | 183          | —            | —      |
| —    | Piotr Kudłaszyk (POL)       | A      | 72.71       | 138          | 138          | 141          | 15           | 178          | 180          | 180          | —            | —      |
| —    | Caden Cahoy (USA)           | A      | 73.00       | 140          | 144          | 148          | —            | 180          | 185          | 190          | —            | 329    |
| —    | Ryan Grimsland (USA)        | A      | 72.98       | 142          | 147          | 148          | —            | 182          | 187          | 192          | —            | 324    |

### 81 kg maschili
| Pos. | Atleta                   | Gruppo | Peso atleta | Strappo (kg) | Strappo (kg) | Strappo (kg) | Strappo (kg) | Slancio (kg) | Slancio (kg) | Slancio (kg) | Slancio (kg) | Totale |
| Pos. | Atleta                   | Gruppo | Peso atleta | 1            | 2            | 3            | Pos.         | 1            | 2            | 3            | Pos.         | Totale |
| ---- | ------------------------ | ------ | ----------- | ------------ | ------------ | ------------ | ------------ | ------------ | ------------ | ------------ | ------------ | ------ |
|      | Oscar Reyes (ITA)        | A      | 79.55       | 152          | 155          | 157          |              | 187          | 191          | —            |              | 346    |
|      | Kristi Ramadani (ALB)    | B      | 81.00       | 147          | 151          | 153          | 4            | 180          | 186          | 190          |              | 341    |
|      | Rafik Harutyunyan (ARM)  | A      | 80.91       | 150          | 154          | 157          |              | 182          | 188          | 189          | 5            | 336    |
| 4    | Erkand Qerimaj (ALB)     | A      | 80.80       | 152          | 152          | 155          |              | 180          | 186          | 186          | 6            | 335    |
| 5    | Patryk Bęben (POL)       | A      | 81.00       | 145          | 150          | 153          | 6            | 177          | 183          | 187          |              | 333    |
| 6    | Dmytro Kondratiuk (UKR)  | A      | 81.00       | 137          | 141          | 144          | 9            | 178          | 183          | 188          | 4            | 327    |
| 7    | Petr Mareček (CZE)       | A      | 80.47       | 146          | 151          | 153          | 5            | 175          | 175          | 181          | 7            | 326    |
| 8    | Sebastian Cabala (SVK)   | A      | 79.98       | 140          | 142          | 144          | 10           | 170          | 174          | 178          | 9            | 316    |
| 9    | Alberto Fernández (ESP)  | A      | 80.66       | 145          | 150          | 153          | 7            | 170          | 175          | 175          | 11           | 315    |
| 10   | Victor Morosanu (MDA)    | A      | 80.87       | 145          | 150          | 150          | 8            | 170          | 175          | 175          | 12           | 315    |
| 11   | Žilvinas Žilinskas (LTU) | B      | 80.95       | 134          | 139          | 140          | 13           | 165          | 170          | 174          | 8            | 314    |
| 12   | Fugan Aliyev (AZE)       | B      | 80.59       | 135          | 140          | 143          | 12           | 168          | 173          | 178          | 10           | 313    |
| 13   | Constantin Bratu (MDA)   | A      | 80.66       | 140          | 143          | 143          | 14           | 170          | 175          | 175          | 13           | 310    |
| 14   | Hmayak Misakyan (AUT)    | A      | 80.87       | 141          | 146          | 146          | 11           | 165          | 170          | 170          | 14           | 306    |
| 15   | Miguel Almeida (POR)     | B      | 80.17       | 130          | 137          | 137          | 15           | 160          | 172          | 172          | 15           | 297    |
| 16   | João Moreira (POR)       | B      | 78.68       | 110          | 116          | 120          | 17           | 140          | 146          | 146          | 16           | 260    |
| —    | Ravin Almammadov (AZE)   | B      | 81.00       | 135          | 140          | 140          | 16           | —            | —            | —            | —            | —      |

### 89 kg maschili
| Pos. | Atleta                    | Gruppo | Peso atleta | Strappo (kg) | Strappo (kg) | Strappo (kg) | Strappo (kg) | Slancio (kg) | Slancio (kg) | Slancio (kg) | Slancio (kg) | Totale |
| Pos. | Atleta                    | Gruppo | Peso atleta | 1            | 2            | 3            | Pos.         | 1            | 2            | 3            | Pos.         | Totale |
| ---- | ------------------------- | ------ | ----------- | ------------ | ------------ | ------------ | ------------ | ------------ | ------------ | ------------ | ------------ | ------ |
|      | Karlos Nasar (BUL)        | A      | 87.39       | 168          | 173          | 176          |              | 208          | 215          | —            |              | 391    |
|      | Antonino Pizzolato (ITA)  | A      | 89.00       | 170          | 175          | 175          |              | 210          | 215          | 222          |              | 380    |
|      | Marin Robu (MDA)          | A      | 88.79       | 165          | 171          | 171          |              | 195          | 202          | 207          | 4            | 378    |
| 4    | Pjotr Asajonak (AIN)      | A      | 88.83       | 167          | 167          | 167          | 5            | 200          | 200          | 207          |              | 374    |
| 5    | Andranik Karapetyan (ARM) | A      | 89.00       | 170          | 175          | 175          | 4            | 195          | 204          | 204          | 7            | 365    |
| 6    | Nico Müller (GER)         | A      | 89.00       | 153          | 158          | 158          | 8            | 190          | 195          | 201          | 5            | 359    |
| 7    | Armands Mežinskis (LAT)   | A      | 88.97       | 155          | 159          | 163          | 6            | 195          | 200          | 201          | 6            | 358    |
| 8    | Raphael Friedrich (GER)   | A      | 88.27       | 153          | 158          | 161          | 7            | 183          | 188          | 192          | 8            | 346    |
| 9    | Theodoros Iakovidis (GRE) | A      | 88.23       | 152          | 157          | 162          | 9            | 178          | 184          | 189          | 10           | 341    |
| 10   | Omed Alam (DEN)           | B      | 89.00       | 143          | 147          | 150          | 10           | 180          | 186          | 186          | 11           | 330    |
| 11   | Seán Brown (IRL)          | B      | 88.30       | 141          | 141          | 141          | 12           | 169          | 173          | 177          | 13           | 318    |
| 12   | Elias Simbürger (AUT)     | B      | 87.55       | 138          | 138          | 138          | 14           | 170          | 174          | 178          | 12           | 316    |
| 13   | Dominik Certov (AUT)      | B      | 86.21       | 138          | 141          | 141          | 11           | 166          | 171          | 171          | 15           | 307    |
| 14   | Youssef El Amrani (BEL)   | B      | 87.25       | 133          | 137          | 137          | 15           | 167          | 171          | 171          | 14           | 304    |
| 15   | Zerin Kobilić (BIH)       | B      | 88.22       | 105          | 110          | 115          | 16           | 135          | 135          | 142          | 16           | 257    |
| —    | Ertjan Kofsha (ALB)       | A      | 88.80       | 155          | 158          | 158          | —            | 185          | 187          | —            | 9            | —      |
| —    | Nurlan Mammadzada (AZE)   | B      | 86.00       | 130          | 135          | 140          | 13           | 165          | 165          | —            | —            | —      |
| —    | Maksym Dombrovskyi (UKR)  | A      | 89.00       | —            | —            | —            | —            | —            | —            | —            | —            | —      |
| —    | Leho Pent (EST)           | B      | 89.00       | —            | —            | —            | —            | —            | —            | —            | —            | —      |
| —    | Clarence Cummings (USA)   | B      | 88.40       | 143          | 148          | 151          | —            | 181          | 190          | 195          | —            | 341    |
| —    | Nathan Damron (USA)       | A      | 89.00       | 160          | 166          | 166          | —            | —            | —            | —            | —            | —      |

### 96 kg maschili
| Pos. | Atleta                    | Gruppo | Peso atleta | Strappo (kg) | Strappo (kg) | Strappo (kg) | Strappo (kg) | Slancio (kg) | Slancio (kg) | Slancio (kg) | Slancio (kg) | Totale |
| Pos. | Atleta                    | Gruppo | Peso atleta | 1            | 2            | 3            | Pos.         | 1            | 2            | 3            | Pos.         | Totale |
| ---- | ------------------------- | ------ | ----------- | ------------ | ------------ | ------------ | ------------ | ------------ | ------------ | ------------ | ------------ | ------ |
|      | Hakob Mkrtchyan (ARM)     | A      | 95.84       | 161          | 166          | 168          |              | 200          | 205          | 209          |              | 375    |
|      | Davit Hovhannisyan (ARM)  | A      | 95.97       | 166          | 166          | 169          |              | 200          | 205          | 210          |              | 374    |
|      | Pavel Chadasevič (AIN)    | A      | 96.00       | 165          | 168          | 168          |              | 195          | 200          | 206          | 4            | 360    |
| 4    | Yulian Kurlovich (AIN)    | A      | 93.83       | 157          | 157          | 163          | 7            | 192          | 196          | 201          |              | 353    |
| 5    | Anton Serdiukov (UKR)     | A      | 95.15       | 160          | 160          | 164          | 5            | 188          | 192          | 197          | 6            | 352    |
| 6    | Patryk Sawulski (POL)     | A      | 95.14       | 152          | 156          | 158          | 6            | 188          | 192          | 197          | 7            | 350    |
| 7    | Enes Çelik (TUR)          | A      | 94.85       | 160          | 162          | 166          | 4            | 180          | 185          | 189          | 13           | 347    |
| 8    | Manuel Sánchez (ESP)      | B      | 95.56       | 151          | 151          | 155          | 8            | 185          | 191          | 196          | 8            | 346    |
| 9    | Zurab Mskhaladze (GEO)    | A      | 91.12       | 151          | 156          | 156          | 12           | 185          | 192          | 197          | 5            | 343    |
| 10   | Stanislav Maznitsyn (ISR) | A      | 95.97       | 151          | 151          | 155          | 13           | 190          | 196          | 196          | 10           | 341    |
| 11   | Jiří Gasior (CZE)         | B      | 95.97       | 148          | 151          | 152          | 9            | 182          | 188          | 192          | 11           | 340    |
| 12   | Cyrille Tchatchet (GBR)   | B      | 93.39       | 151          | 151          | 151          | 11           | 185          | 188          | 196          | 12           | 339    |
| 13   | Karol Samko (SVK)         | B      | 95.95       | 136          | 140          | 144          | 17           | 185          | 191          | 201          | 9            | 331    |
| 14   | Josef Kolář (CZE)         | B      | 96.00       | 151          | 151          | 156          | 10           | 179          | 184          | 184          | 14           | 330    |
| 15   | Yannick Tschan (SUI)      | B      | 95.05       | 142          | 146          | 148          | 14           | 178          | 182          | 184          | 15           | 324    |
| 16   | Claudiu Popa (ROU)        | B      | 92.75       | 140          | 145          | 145          | 15           | 163          | 163          | 168          | 17           | 308    |
| 17   | Shane Roche (IRL)         | B      | 92.00       | 136          | 136          | 140          | 18           | 165          | 169          | 169          | 16           | 301    |
| 18   | Peter Dobnik (SLO)        | B      | 95.47       | 135          | 141          | 143          | 16           | 156          | 162          | 163          | 18           | 299    |
| 19   | Francisco Lourenço (POR)  | B      | 94.01       | 125          | 13           | 141          | 19           | 155          | 163          | 165          | 19           | 288    |
| —    | Ermand Tabaku (ALB)       | B      | 94.68       | 150          | 150          | 150          | —            | —            | —            | —            | —            | —      |
| —    | Romain Imadouchène (FRA)  | B      | 93.03       | —            | —            | —            | —            | —            | —            | —            | —            | —      |
| —    | Bartłomiej Adamus (POL)   | A      | 95.16       | 150          | 150          | 150          | —            | —            | —            | —            | —            | —      |

### 102 kg maschili
| Pos. | Atleta                    | Gruppo | Peso atleta | Strappo (kg) | Strappo (kg) | Strappo (kg) | Strappo (kg) | Slancio (kg) | Slancio (kg) | Slancio (kg) | Slancio (kg) | Totale |
| Pos. | Atleta                    | Gruppo | Peso atleta | 1            | 2            | 3            | Pos.         | 1            | 2            | 3            | Pos.         | Totale |
| ---- | ------------------------- | ------ | ----------- | ------------ | ------------ | ------------ | ------------ | ------------ | ------------ | ------------ | ------------ | ------ |
|      | Jaŭhen Cichancoŭ (AIN)    | A      | 101.71      | 176          | 176          | 181          |              | 211          | 217          | 225          |              | 398    |
|      | Samvel Gasparyan (ARM)    | A      | 102.00      | 173          | 177          | 180          |              | 211          | 216          | 216          |              | 396    |
|      | Garik Karapetyan (ARM)    | A      | 102.00      | 177          | 182          | 187          |              | 211          | 212          | 217          | 5            | 394    |
| 4    | Siarhei Sharankou (AIN)   | A      | 101.98      | 170          | 176          | 178          | 4            | 205          | 212          | 215          | 4            | 390    |
| 5    | Irakli Chkheidze (GEO)    | A      | 101.68      | 168          | 174          | 178          | 6            | 212          | 217          | 218          |              | 386    |
| 6    | Tudor Bratu (MDA)         | B      | 100.00      | 165          | 170          | 175          | 5            | 200          | 210          | 215          | 6            | 385    |
| 7    | Vasil Marinov (BUL)       | A      | 102.00      | 173          | 177          | 177          | 7            | 208          | 213          | 215          | 8            | 381    |
| 8    | Ali Shukurlu (AZE)        | B      | 101.32      | 158          | 163          | 170          | 10           | 192          | 198          | 202          | 10           | 361    |
| 9    | Brandon Vautard (FRA)     | B      | 102.00      | 150          | 150          | 150          | 15           | 202          | 209          | 210          | 7            | 360    |
| 10   | Yevhenii Yantsevych (UKR) | B      | 101.95      | 160          | 164          | 167          | 9            | 190          | 194          | 197          | 12           | 358    |
| 11   | Artur Mugurdumov (ISR)    | A      | 102.00      | 156          | 160          | 160          | 14           | 195          | 200          | 205          | 9            | 356    |
| 12   | Redon Manushi (FRA)       | B      | 100.63      | 160          | 160          | 165          | 11           | 183          | 186          | 186          | 14           | 343    |
| 13   | Andrew Griffiths (GBR)    | B      | 101.94      | 151          | 157          | 157          | 13           | 182          | 182          | 187          | 16           | 339    |
| 14   | Irmantas Kačinskas (LTU)  | B      | 101.86      | 145          | 150          | 158          | 12           | 180          | 186          | 186          | 18           | 338    |
| 15   | Jacob Diakovasilis (DEN)  | B      | 101.69      | 145          | 149          | 149          | 16           | 181          | 187          | 192          | 13           | 336    |
| 16   | Roni Peltonen (FIN)       | B      | 101.94      | 141          | 145          | 148          | 17           | 180          | 189          | 190          | 17           | 328    |
| 17   | Martin Štreichl (CZE)     | B      | 99.93       | 138          | 142          | 142          | 19           | 178          | 182          | 188          | 15           | 324    |
| 18   | João Melo (POR)           | B      | 97.64       | 125          | 130          | 135          | 20           | 156          | 160          | —            | 19           | 286    |
| —    | Daniel Goljasz (POL)      | A      | 99.36       | 159          | 160          | 160          | —            | 198          | 203          | 206          | 11           | —      |
| —    | Artūrs Plēsnieks (LAT)    | A      | 101.76      | 168          | 168          | 173          | 8            | 208          | 208          | 210          | —            | —      |
| —    | Arnas Šidiškis (LTU)      | B      | 101.86      | 145          | 150          | 150          | 18           | 176          | 176          | —            | —            | —      |
| —    | Arsen Kasabijew (POL)     | A      | 102.00      | 165          | 165          | 165          | —            | —            | —            | —            | —            | —      |
| —    | Ryan Sester (USA)         | A      | 101.50      | 160          | 167          | 171          | —            | 197          | 198          | 200          | —            | 360    |
| —    | Wesley Kitts (USA)        | A      | 101.85      | —            | —            | —            | —            | —            | —            | —            | —            | —      |

### 109 kg maschili
| Pos. | Atleta                        | Gruppo | Peso atleta | Strappo (kg) | Strappo (kg) | Strappo (kg) | Strappo (kg) | Slancio (kg) | Slancio (kg) | Slancio (kg) | Slancio (kg) | Totale |
| Pos. | Atleta                        | Gruppo | Peso atleta | 1            | 2            | 3            | Pos.         | 1            | 2            | 3            | Pos.         | Totale |
| ---- | ----------------------------- | ------ | ----------- | ------------ | ------------ | ------------ | ------------ | ------------ | ------------ | ------------ | ------------ | ------ |
|      | Dadaş Dadaşbəyli (AZE)        | A      | 108.79      | 172          | 174          | 176          |              | 205          | 212          | 225          |              | 388    |
|      | Hristo Hristov (BUL)          | A      | 109.00      | 170          | 173          | 175          |              | 202          | 205          | 208          | 4            | 380    |
|      | Matthäus Hofmann (GER)        | A      | 105.09      | 167          | 169          | 172          |              | 197          | 202          | 206          |              | 378    |
| 4    | Onur Demirci (TUR)            | A      | 109.00      | 161          | 166          | 168          | 6            | 200          | 200          | 207          |              | 375    |
| 5    | Zaza Lomtadze (GEO)           | A      | 108.64      | 160          | 164          | 167          | 7            | 203          | 212          | 212          | 5            | 370    |
| 6    | Tudor Ciobanu (MDA)           | A      | 106.05      | 160          | 165          | 168          | 5            | 190          | 200          | 201          | 7            | 369    |
| 7    | Mykyta Rubanovskyi (UKR)      | A      | 108.86      | 160          | 164          | 167          | 9            | 201          | 206          | 208          | 6            | 365    |
| 8    | Muhammed Emin Burun (TUR)     | A      | 107.67      | 161          | 161          | 166          | 8            | 191          | 198          | 200          | 11           | 357    |
| 9    | Sargis Martirosjan (AUT)      | A      | 109.00      | 165          | 168          | 171          | 4            | 181          | 185          | 191          | 13           | 356    |
| 10   | Vladyslav Prylypko (UKR)      | A      | 109.00      | 153          | 156          | 159          | 11           | 197          | 203          | 203          | 10           | 356    |
| 11   | Paul Ioniţă (ROU)             | B      | 108.74      | 152          | 157          | 158          | 12           | 190          | 190          | 197          | 9            | 355    |
| 12   | Joen Vikingsson Sjöblom (SWE) | B      | 105.77      | 154          | 158          | 161          | 10           | 188          | 194          | 197          | 12           | 349    |
| 13   | Hannes Keskitalo (FIN)        | B      | 109.00      | 137          | 144          | 150          | 17           | 193          | 198          | 202          | 8            | 342    |
| 14   | António Vital e Silva (POR)   | B      | 108.02      | 150          | 158          | 159          | 13           | 175          | 178          | 178          | 16           | 328    |
| 15   | Arnošt Vogel (CZE)            | B      | 105.42      | 180          | 180          | 187          | 15           | 180          | 180          | 187          | 15           | 328    |
| 16   | Albert Meta (ALB)             | B      | 107.70      | 147          | 152          | 152          | 15           | 178          | 178          | 181          | 14           | 328    |
| 17   | Franko Ferra (ALB)            | B      | 108.42      | 145          | 145          | 150          | 16           | 170          | 170          | 175          | 17           | 315    |
| 18   | Jure Škedelj (SLO)            | B      | 108.27      | 135          | 140          | 140          | 18           | 165          | 170          | 170          | 18           | 305    |
| —    | Mak Numić (BIH)               | B      | 108.95      | 120          | 126          | 126          | —            | 145          | 152          | 160          | 19           | —      |
| —    | Petros Petrosyan (ARM)        | A      | 108.79      | 165          | —            | —            | —            | —            | —            | —            | —            | —      |

### Oltre 109 kg maschili
| Pos. | Atleta                   | Gruppo | Peso atleta | Strappo (kg) | Strappo (kg) | Strappo (kg) | Strappo (kg) | Slancio (kg) | Slancio (kg) | Slancio (kg) | Slancio (kg) | Totale |
| Pos. | Atleta                   | Gruppo | Peso atleta | 1            | 2            | 3            | Pos.         | 1            | 2            | 3            | Pos.         | Totale |
| ---- | ------------------------ | ------ | ----------- | ------------ | ------------ | ------------ | ------------ | ------------ | ------------ | ------------ | ------------ | ------ |
|      | Varazdat Lalayan (ARM)   | A      | 152.50      | 200          | 205          | 210          |              | 240          | 250          | —            |              | 455    |
|      | Simon Martirosyan (ARM)  | A      | 130.20      | 190          | 200          | 200          |              | 241          | 247          | 255          |              | 437    |
|      | Ėduard Zjazjulin (AIN)   | A      | 146.80      | 195          | 200          | 200          |              | 235          | 240          | 241          |              | 436    |
| 4    | Mart Seim (EST)          | A      | 153.10      | 180          | 185          | 188          | 4            | 225          | 237          | —            | 4            | 410    |
| 5    | Bakari Turmanidze (GEO)  | A      | 168.30      | 175          | 181          | 183          | 6            | 215          | —            | —            | 6            | 390    |
| 6    | Oleh Hanzenko (UKR)      | A      | 162.00      | 170          | 174          | 179          | 7            | 210          | 216          | 220          | 5            | 390    |
| 7    | David Litvinov (ISR)     | B      | 135.05      | 160          | 165          | 169          | 8            | 200          | 205          | 206          | 8            | 375    |
| 8    | Péter Nagy (HUN)         | B      | 161.60      | 160          | 165          | 167          | 10           | 201          | 207          | 212          | 7            | 374    |
| 9    | Enzo Kuworge (NED)       | B      | 169.20      | 160          | 165          | 168          | 9            | 202          | —            | —            | 10           | 370    |
| 10   | Ioannis Athanasiou (GRE) | B      | 153.80      | 161          | 166          | 169          | 11           | 200          | 204          | 206          | 9            | 370    |
| 11   | Ragnar Holme (NOR)       | B      | 137.40      | 155          | 160          | 165          | 12           | 185          | 195          | —            | 11           | 355    |
| 12   | Vladimír Macura (SVK)    | B      | 144.90      | 154          | 158          | 162          | 14           | 182          | 182          | 189          | 12           | 347    |
| 13   | Hanno Keskitalo (FIN)    | B      | 144.00      | 155          | 160          | 163          | 13           | 180          | 186          | 190          | 13           | 346    |
| 14   | Križan Rajič (CRO)       | B      | 137.70      | 140          | 146          | 146          | 15           | 170          | 180          | 180          | 14           | 310    |
| —    | Kamil Kučera (CZE)       | A      | 157.00      | 175          | 180          | 182          | 5            | 221          | 221          | 225          | —            | —      |
| —    | Anthony Coullet (FRA)    | A      | 153.80      | 162          | 167          | 167          | —            | —            | —            | —            | —            | —      |
| —    | Lasha Talakhadze (GEO)   | A      | 176.00      | —            | —            | —            | —            | —            | —            | —            | —            | —      |
| —    | Tamaš Kajdoči (SRB)      | B      | 139.20      | —            | —            | —            | —            | —            | —            | —            | —            | —      |
| —    | Caine Wilkes (USA)       | A      | 157.30      | 170          | 170          | 176          | —            | 207          | 214          | 220          | —            | 390    |
| —    | Alejandro Medina (USA)   | A      | 120.10      | 165          | 167          | 167          | —            | 200          | 200          | 205          | —            | —      |

## Gare femminili

### 45 kg femminili
| Pos. | Atleta                    | Gruppo | Peso atleta | Strappo (kg) | Strappo (kg) | Strappo (kg) | Strappo (kg) | Slancio (kg) | Slancio (kg) | Slancio (kg) | Slancio (kg) | Totale |
| Pos. | Atleta                    | Gruppo | Peso atleta | 1            | 2            | 3            | Pos.         | 1            | 2            | 3            | Pos.         | Totale |
| ---- | ------------------------- | ------ | ----------- | ------------ | ------------ | ------------ | ------------ | ------------ | ------------ | ------------ | ------------ | ------ |
|      | Cansu Bektaş (TUR)        | A      | 45.00       | 70           | 73           | 75           |              | 88           | 91           | 93           |              | 163    |
|      | Gamze Altun (TUR)         | A      | 45.00       | 65           | 68           | 68           | 5            | 90           | 90           | 92           |              | 157    |
|      | Marta García Rincón (ESP) | A      | 44.94       | 69           | 70           | 72           |              | 82           | 84           | 87           | 4            | 156    |
| 4    | Ioana Miron (ROU)         | A      | 44.63       | 61           | 65           | 68           | 6            | 78           | 81           | 85           |              | 150    |
| 5    | Nadežda Nguen (BUL)       | A      | 45.00       | 67           | 69           | 71           |              | 80           | 80           | 86           | 7            | 149    |
| 6    | Kateryna Malashchuk (UKR) | A      | 44.99       | 65           | 67           | 69           | 4            | 75           | 78           | 78           | 6            | 142    |
| 7    | Tetiana Budnikova (UKR)   | A      | 45.00       | 57           | 59           | 61           | 10           | 76           | 78           | 81           | 5            | 140    |
| 8    | Sonja Koponen (FIN)       | B      | 45.00       | 60           | 60           | 63           | 8            | 72           | 76           | 76           | 8            | 139    |
| 9    | Bianca Dumitrescu (ROU)   | A      | 44.95       | 60           | 64           | 68           | 7            | 75           | 80           | 82           | 10           | 139    |
| 10   | Ecaterina Grabucea (MDA)  | B      | 43.88       | 57           | 59           | 60           | 9            | 70           | 73           | 75           | 11           | 132    |
| 11   | Nazila Ismayilova (AZE)   | B      | 45.00       | 55           | 58           | 60           | 11           | 70           | 74           | —            | 12           | 128    |
| 12   | Gabriela Danilov (MDA)    | B      | 44.90       | 57           | 59           | 60           | 12           | 66           | 69           | 70           | 13           | 123    |
| —    | Boyana Kostadinova (BUL)  | A      | 45.00       | 65           | 66           | 66           | —            | 77           | 80           | 83           | 6            | —      |

### 49 kg femminili
| Pos. | Atleta                      | Gruppo | Peso atleta | Strappo (kg) | Strappo (kg) | Strappo (kg) | Strappo (kg) | Slancio (kg) | Slancio (kg) | Slancio (kg) | Slancio (kg) | Totale |
| Pos. | Atleta                      | Gruppo | Peso atleta | 1            | 2            | 3            | Pos.         | 1            | 2            | 3            | Pos.         | Totale |
| ---- | --------------------------- | ------ | ----------- | ------------ | ------------ | ------------ | ------------ | ------------ | ------------ | ------------ | ------------ | ------ |
|      | Mihaela Cambei (ROU)        | A      | 48.92       | 85           | 90           | 93           |              | 100          | 105          | 109          |              | 199    |
|      | Oliwia Drzazga (POL)        | A      | 48.82       | 70           | 72           | 74           | 5            | 93           | 95           | 96           |              | 170    |
|      | Tham Nguyen (IRL)           | A      | 49.00       | 74           | 74           | 74           | 6            | 95           | 95           | 97           |              | 169    |
| 4    | Sira Armengou (ESP)         | A      | 47.97       | 71           | 74           | 76           |              | 90           | 94           | 94           | 6            | 164    |
| 5    | Yuliia Kovalova (UKR)       | A      | 49.00       | 70           | 73           | 73           | 9            | 89           | 93           | 95           | 4            | 163    |
| 6    | Mara Strzykala (LUX)        | B      | 48.88       | 66           | 69           | 69           | 14           | 85           | 89           | 92           | 5            | 158    |
| 7    | Radmila Zagorac (SRB)       | A      | 48.82       | 70           | 74           | 76           | 8            | 88           | 94           | 94           | 8            | 158    |
| 8    | María Giménez-Guervos (ESP) | A      | 49.00       | 70           | 73           | 73           | 7            | 86           | —            | —            | 9            | 156    |
| 9    | Maria Stratoudaki (GRE)     | A      | 48.89       | 67           | 67           | 71           | 13           | 88           | 91           | 91           | 7            | 155    |
| 10   | Adriana Pană (ROU)          | A      | 48.77       | 67           | 67           | 71           | 12           | 83           | 86           | 89           | 10           | 153    |
| 11   | Rebecca Copeland (IRL)      | B      | 48.52       | 64           | 67           | 69           | 10           | 79           | 81           | 83           | 12           | 146    |
| 12   | Ivana Petrova (BUL)         | B      | 47.27       | 60           | 63           | 65           | 15           | 75           | 80           | 80           | 11           | 140    |
| 13   | Alina Popescu (MDA)         | B      | 48.96       | 64           | 67           | 67           | 11           | 75           | 80           | 80           | 15           | 139    |
| 14   | Reni Ruseva (BUL)           | B      | 47.56       | 60           | 60           | 64           | 16           | 75           | 80           | 81           | 14           | 135    |
| 15   | Tihana Majer (CRO)          | B      | 48.62       | 55           | 59           | 59           | 17           | 75           | 78           | 81           | 13           | 133    |
| —    | Duygu Alıcı (TUR)           | A      | 48.99       | 75           | 78           | 78           |              | 95           | 95           | 95           | —            | —      |
| —    | Medine Bilicier (TUR)       | A      | 49.00       | 74           | 74           | 77           | 4            | 93           | 93           | 95           | —            | —      |
| —    | Giulia Imperio (ITA)        | A      | 49.00       | 83           | 83           | 83           | —            | —            | —            | —            | —            | —      |

### 55 kg femminili
| Pos. | Atleta                      | Gruppo | Peso atleta | Strappo (kg) | Strappo (kg) | Strappo (kg) | Strappo (kg) | Slancio (kg) | Slancio (kg) | Slancio (kg) | Slancio (kg) | Totale |
| Pos. | Atleta                      | Gruppo | Peso atleta | 1            | 2            | 3            | Pos.         | 1            | 2            | 3            | Pos.         | Totale |
| ---- | --------------------------- | ------ | ----------- | ------------ | ------------ | ------------ | ------------ | ------------ | ------------ | ------------ | ------------ | ------ |
|      | Aleksandra Grigoryan (ARM)  | A      | 54.85       | 81           | 84           | 84           | 7            | 105          | 111          | 115          |              | 196    |
|      | Celine Ludovica Delia (ITA) | A      | 55.00       | 83           | 84           | 86           | 4            | 105          | 107          | 111          |              | 195    |
|      | Sol Anette Waaler (NOR)     | A      | 54.63       | 84           | 84           | 86           |              | 104          | 104          | 106          | 5            | 190    |
| 4    | Burcu Alıcı (TUR)           | A      | 54.90       | 80           | 84           | 85           |              | 101          | 105          | 107          |              | 190    |
| 5    | Alba Sánchez (ESP)          | A      | 55.00       | 81           | 84           | 84           | 5            | 104          | 106          | 107          | 4            | 188    |
| 6    | Julija Hulina (AIN)         | A      | 54.99       | 80           | 83           | 85           |              | 98           | 98           | 102          | 9            | 183    |
| 7    | Izabella Yaylyan (ARM)      | A      | 55.00       | 80           | 85           | 85           | 8            | 95           | 100          | 105          | 7            | 180    |
| 8    | Rebekka Tao Jacobsen (NOR)  | A      | 55.00       | 75           | 78           | 80           | 11           | 102          | 105          | 107          | 6            | 180    |
| 9    | Annelien Vandenabeele (BEL) | A      | 54.76       | 77           | 80           | 80           | 9            | 93           | 94           | 97           | 10           | 177    |
| 10   | Scheila Meister (SUI)       | A      | 55.00       | 79           | 79           | 82           | 10           | 98           | 102          | 102          | 8            | 177    |
| 11   | Marlous Schuilwerve (NED)   | A      | 54.92       | 78           | 81           | 82           | 6            | 94           | 97           | 99           | 13           | 176    |
| 12   | Nicoleta Cojocaru (MDA)     | B      | 54.57       | 72           | 77           | 80           | 12           | 92           | 95           | 98           | 11           | 172    |
| 13   | Cintia Árva (HUN)           | B      | 54.42       | 70           | 73           | 73           | 13           | 92           | 94           | 97           | 12           | 164    |
| 14   | Aistė Anciukevičė (LTU)     | B      | 54.47       | 60           | 60           | 62           | 15           | 81           | 84           | 87           | 14           | 146    |
| 15   | Kateřina Weinfurtová (CZE)  | B      | 54.97       | 63           | 63           | 63           | 14           | 74           | 78           | 82           | 15           | 137    |

### 59 kg femminili
| Pos. | Atleta                      | Gruppo | Peso atleta | Strappo (kg) | Strappo (kg) | Strappo (kg) | Strappo (kg) | Slancio (kg) | Slancio (kg) | Slancio (kg) | Slancio (kg) | Totale |
| Pos. | Atleta                      | Gruppo | Peso atleta | 1            | 2            | 3            | Pos.         | 1            | 2            | 3            | Pos.         | Totale |
| ---- | --------------------------- | ------ | ----------- | ------------ | ------------ | ------------ | ------------ | ------------ | ------------ | ------------ | ------------ | ------ |
|      | Kamila Konotop (UKR)        | A      | 59.00       | 102          | 105          | 108          |              | 121          | 125          | –            |              | 230    |
|      | Dora Tchakounté (FRA)       | A      | 58.80       | 95           | 95           | 98           |              | 117          | 117          | 120          | 4            | 215    |
|      | Saara Retulainen (FIN)      | A      | 59.00       | 92           | 95           | 95           | 4            | 114          | 117          | 119          |              | 214    |
| 4    | Andreea Cotruţa (ROU)       | A      | 57.75       | 90           | 94           | 97           | 5            | 114          | 118          | 118          |              | 212    |
| 5    | Alina Shchapanava (AIN)     | A      | 58.74       | 92           | 92           | 92           | 7            | 110          | 115          | 115          | 8            | 202    |
| 6    | Sofia Georgopoulou (GRE)    | A      | 58.98       | 87           | 90           | 93           | 9            | 109          | 112          | 115          | 5            | 202    |
| 7    | Jessica Gordon Brown (GBR)  | B      | 58.96       | 87           | 90           | 83           | 8            | 107          | 110          | 113          | 6            | 200    |
| 8    | Monika Szymanek (POL)       | B      | 58.98       | 78           | 82           | 85           | 12           | 105          | 110          | 110          | 7            | 195    |
| 9    | Maria Połka (POL)           | B      | 59.00       | 82           | 84           | 86           | 11           | 102          | 105          | 108          | 9            | 194    |
| 10   | Marinela Moroşan (ROU)      | A      | 58.96       | 85           | 88           | 88           | 13           | 103          | 103          | 105          | 10           | 190    |
| 11   | Maria Kardara (GRE)         | B      | 59.00       | 83           | 85           | 87           | 10           | 98           | 102          | 105          | 14           | 189    |
| 12   | Hannah Crymble (IRL)        | B      | 58.68       | 81           | 84           | 87           | 14           | 101          | 104          | 104          | 13           | 188    |
| 13   | Amalie Løvind Årsten (DEN)  | B      | 58.88       | 79           | 79           | 82           | 16           | 101          | 104          | 108          | 11           | 186    |
| 14   | Þuríður Helgadóttir (ISL)   | B      | 59.00       | 78           | 82           | 82           | 17           | 98           | 101          | 104          | 12           | 182    |
| 15   | Irene Martínez (ESP)        | B      | 58.93       | 83           | 86           | 86           | 15           | 94           | 99           | 99           | 15           | 177    |
| 16   | Eliška Malcharcziková (CZE) | B      | 58.66       | 73           | 76           | 77           | 19           | 89           | 92           | 95           | 17           | 169    |
| 17   | Nathalie Lebbe (BEL)        | B      | 59.00       | 75           | 75           | 78           | 21           | 93           | 96           | 97           | 16           | 168    |
| 18   | Ivana Gorišek (CRO)         | B      | 58.82       | 74           | 74           | 77           | 18           | 86           | 90           | 92           | 19           | 167    |
| 19   | Rita Gomez (POR)            | B      | 58.63       | 75           | 80           | 80           | 20           | 90           | 90           | 95           | 20           | 165    |
| 20   | Deanna Sweeney (IRL)        | B      | 58.96       | 66           | 68           | 68           | 22           | 88           | 91           | 93           | 18           | 157    |
| —    | Nina Sterckx (BEL)          | A      | 58.89       | 98           | 101          | 103          |              | 117          | 118          | 120          | —            | —      |
| —    | Garance Rigaud (FRA)        | A      | 58.30       | 93           | 96           | 96           | 6            | 115          | 120          | 124          | —            | —      |
| —    | Zoe Smith (GBR)             | A      | 58.69       | 84           | —            | —            | —            | –            | —            | —            | —            | —      |
| —    | Lucrezia Magistris (ITA)    | A      | 59.00       | 99           | 99           | 100          | —            | —            | —            | —            | —            | —      |
| —    | Taylor Wilkins (USA)        | A      | 59.00       | 92           | 96           | 99           | —            | 120          | 124          | 124          | —            | —      |

### 64 kg femminili
| Pos. | Atleta                         | Gruppo | Peso atleta | Strappo (kg) | Strappo (kg) | Strappo (kg) | Strappo (kg) | Slancio (kg) | Slancio (kg) | Slancio (kg) | Slancio (kg) | Totale |
| Pos. | Atleta                         | Gruppo | Peso atleta | 1            | 2            | 3            | Pos.         | 1            | 2            | 3            | Pos.         | Totale |
| ---- | ------------------------------ | ------ | ----------- | ------------ | ------------ | ------------ | ------------ | ------------ | ------------ | ------------ | ------------ | ------ |
|      | Hanna Davydova (UKR)           | A      | 64.00       | 98           | 98           | 100          |              | 117          | 120          | 122          |              | 220    |
|      | Svitlana Samuliak (UKR)        | A      | 61.46       | 97           | 99           | 101          |              | 115          | 118          | 120          |              | 219    |
|      | Wiktoria Wołk (POL)            | A      | 63.23       | 93           | 94           | 94           | 6            | 115          | 118          | 121          |              | 215    |
| 4    | Aysel Özkan (TUR)              | A      | 63.94       | 95           | 98           | 98           |              | 112          | 116          | 119          | 4            | 214    |
| 5    | Galya Shatova (BUL)            | A      | 63.03       | 92           | 94           | 96           | 5            | 115          | 119          | 119          | 5            | 211    |
| 6    | Dziyana Maiseyevich (AIN)      | A      | 63.97       | 93           | 95           | 97           | 4            | 112          | 116          | 116          | 9            | 209    |
| 7    | Laurène Fauvel (FRA)           | A      | 63.82       | 90           | 93           | 93           | 8            | 110          | 113          | 113          | 11           | 203    |
| 8    | Patricie Ježková (CZE)         | A      | 63.98       | 89           | 93           | 96           | 7            | 110          | 113          | 113          | 12           | 203    |
| 9    | Tamara Arunović (SRB)          | A      | 63.68       | 89           | 91           | 92           | 11           | 107          | 110          | 113          | 7            | 202    |
| 10   | Sabine Kusterer (GER)          | A      | 63.77       | 86           | 86           | 89           | 12           | 107          | 111          | 113          | 8            | 202    |
| 11   | Garoa Martínez (ESP)           | B      | 63.94       | 87           | 91           | 91           | 14           | 110          | 114          | 117          | 6            | 201    |
| 12   | Ine Andersson (NOR)            | A      | 61.07       | 89           | 91           | 91           | 10           | 112          | 115          | 116          | 10           | 201    |
| 13   | Marit Årdalsbakke (NOR)        | B      | 64.00       | 89           | 92           | 94           | 9            | 105          | 108          | 108          | 14           | 200    |
| 14   | Paula Zikowsky (AUT)           | B      | 63.48       | 85           | 88           | 88           | 13           | 103          | 103          | 106          | 17           | 191    |
| 15   | Sonja Bjelić (SRB)             | A      | 63.58       | 85           | 86           | 90           | 16           | 100          | 104          | 107          | 15           | 190    |
| 16   | Lucia Kršková (SVK)            | B      | 63.80       | 80           | 84           | 87           | 15           | 98           | 101          | 103          | 19           | 188    |
| 17   | Myrthe Timmermans (NED)        | B      | 63.91       | 84           | 87           | 88           | 18           | 103          | 106          | 106          | 16           | 187    |
| 18   | Josephine Rehl (DEN)           | B      | 63.96       | 77           | 77           | 80           | 27           | 100          | 104          | 108          | 13           | 185    |
| 19   | Mafalda Monteiro (POR)         | B      | 64.00       | 75           | 81           | 84           | 20           | 100          | 103          | 103          | 21           | 184    |
| 20   | Moa Henriksson (SWE)           | B      | 61.85       | 80           | 83           | 83           | 21           | 100          | 100          | 103          | 22           | 183    |
| 21   | Alina Novak (AUT)              | B      | 64.00       | 80           | 83           | 83           | 22           | 100          | 103          | 103          | 18           | 183    |
| 22   | Katla Björk Ketilsdóttir (ISL) | C      | 62.92       | 78           | 81           | 84           | 17           | 94           | 97           | 97           | 25           | 181    |
| 23   | Kristy Perissinotto (BEL)      | C      | 63.52       | 78           | 78           | 78           | 25           | 93           | 98           | 100          | 20           | 178    |
| 24   | Gillian Barry (IRL)            | C      | 63.67       | 74           | 76           | 78           | 24           | 92           | 95           | 97           | 24           | 175    |
| 25   | Aibhe Mulvihill (IRL)          | C      | 63.60       | 75           | 78           | 81           | 23           | 90           | 93           | 96           | 26           | 174    |
| 26   | Eva Stassijns (BEL)            | C      | 63.52       | 74           | 77           | 79           | 26           | 95           | 97           | 99           | 23           | 174    |
| 27   | Barbara Maljković (CRO)        | C      | 63.12       | 65           | 65           | 66           | 28           | 88           | 92           | 95           | 27           | 158    |
| —    | Tanja Schmid (SUI)             | B      | 63.88       | 84           | 84           | 88           | 19           | 106          | 106          | 106          | —            | —      |

### 71 kg femminili
| Pos. | Atleta                           | Gruppo | Peso atleta | Strappo (kg) | Strappo (kg) | Strappo (kg) | Strappo (kg) | Slancio (kg) | Slancio (kg) | Slancio (kg) | Slancio (kg) | Totale |
| Pos. | Atleta                           | Gruppo | Peso atleta | 1            | 2            | 3            | Pos.         | 1            | 2            | 3            | Pos.         | Totale |
| ---- | -------------------------------- | ------ | ----------- | ------------ | ------------ | ------------ | ------------ | ------------ | ------------ | ------------ | ------------ | ------ |
|      | Loredana Toma (ROU)              | A      | 68.96       | 106          | 109          | 114          |              | 127          | 131          | 131          | 4            | 241    |
|      | Sjuzanna Valodz'ka (AIN)         | A      | 70.95       | 101          | 105          | 107          |              | 127          | 130          | 137          |              | 235    |
|      | Lisa Schweizer (GER)             | A      | 70.83       | 101          | 105          | 107          |              | 120          | 120          | 124          | 6            | 231    |
| 4    | Eygló Fanndal Sturludóttir (ISL) | A      | 71.00       | 99           | 102          | 105          | 4            | 125          | 129          | 129          | 5            | 230    |
| 5    | Celia Gold (ISR)                 | A      | 70.50       | 98           | 101          | 101          | 8            | 124          | 128          | 128          |              | 226    |
| 6    | Sarah Davies (GBR)               | A      | 71.00       | 98           | 101          | 101          | 7            | 127          | 128          | 128          |              | 226    |
| 7    | Janette Ylisoini (FIN)           | A      | 70.88       | 101          | 104          | 104          | 5            | 120          | 123          | 126          | 8            | 224    |
| 8    | Daniela Gherman (SWE)            | B      | 68.43       | 95           | 99           | 100          | 6            | 115          | 120          | 122          | 9            | 220    |
| 9    | Erin Barton (GBR)                | B      | 71.00       | 94           | 97           | 97           | 9            | 123          | 127          | 127          | 7            | 217    |
| 10   | Vicky Graillot (FRA)             | B      | 67.80       | 90           | 93           | 95           | 12           | 116          | 120          | 125          | 10           | 213    |
| 11   | Line Gude (DEN)                  | B      | 70.37       | 85           | 89           | 92           | 13           | 110          | 115          | 120          | 11           | 212    |
| 12   | Olha Ivzhenko (UKR)              | B      | 65.61       | 94           | 94           | 99           | 10           | 116          | 120          | 120          | 12           | 210    |
| 13   | Lijana Jakaitė (LTU)             | B      | 70.80       | 93           | 95           | 95           | 11           | 112          | 115          | 115          | 14           | 208    |
| 14   | Tinna Ringsaker (NOR)            | C      | 70.74       | 84           | 87           | 90           | 15           | 109          | 113          | 115          | 13           | 202    |
| 15   | Julia Loen (NOR)                 | B      | 70.38       | 84           | 85           | 85           | 19           | 104          | 107          | 110          | 15           | 195    |
| 16   | Lili Szalai (HUN)                | B      | 68.63       | 85           | 85           | 90           | 18           | 105          | 108          | 111          | 17           | 193    |
| 17   | Natália Hušťavová (SVK)          | C      | 66.81       | 80           | 83           | 85           | 20           | 103          | 107          | 109          | 16           | 192    |
| 18   | Jannike Bäckström (FIN)          | C      | 68.96       | 82           | 85           | 87           | 16           | 101          | 104          | 108          | 18           | 191    |
| 19   | Sandra Sørensen (DEN)            | C      | 67.19       | 83           | 86           | 86           | 17           | 98           | 102          | 103          | 20           | 184    |
| 20   | Adéla Rybová (CZE)               | C      | 67.04       | 72           | 75           | 76           | 21           | 89           | 94           | 97           | 21           | 172    |
| 21   | Maria Arnaudova (BUL)            | C      | 67.39       | 68           | 72           | 75           | 22           | 85           | 90           | 95           | 22           | 170    |
| —    | Despoina Polaktsidou (GRE)       | B      | 70.79       | 86           | 90           | 92           | 14           | 104          | 104          | 106          | —            | —      |
| —    | Veronika Volná (CZE)             | C      | 65.47       | 75           | 75           | 76           | —            | 99           | 104          | 104          | 19           | —      |
| —    | Olivia Reeves (USA)              | A      | 70.80       | 110          | 114          | 115          | —            | 140          | 145          | 148          | —            | 255    |
| —    | Meredith Alwine (USA)            | A      | 70.93       | 98           | 101          | 103          | —            | 127          | 132          | 135          | —            | 233    |

### 76 kg femminili
| Pos. | Atleta                          | Gruppo | Peso atleta | Strappo (kg) | Strappo (kg) | Strappo (kg) | Strappo (kg) | Slancio (kg) | Slancio (kg) | Slancio (kg) | Slancio (kg) | Totale |
| Pos. | Atleta                          | Gruppo | Peso atleta | 1            | 2            | 3            | Pos.         | 1            | 2            | 3            | Pos.         | Totale |
| ---- | ------------------------------- | ------ | ----------- | ------------ | ------------ | ------------ | ------------ | ------------ | ------------ | ------------ | ------------ | ------ |
|      | Genna Toko Kegne (ITA)          | A      | 75.33       | 98           | 101          | 103          |              | 120          | 126          | 131          |              | 227    |
|      | Nicole Rubanovich (ISR)         | A      | 74.43       | 96           | 99           | 102          |              | 116          | 117          | —            |              | 216    |
|      | Lara Dancz (GER)                | A      | 75.31       | 97           | 100          | 101          |              | 111          | 114          | 116          | 6            | 215    |
| 4    | Palina Pahuliayeva (AIN)        | A      | 73.99       | 94           | 94           | 97           | 5            | 115          | 115          | 119          | 5            | 212    |
| 5    | Nadia Oualit (ESP)              | A      | 75.57       | 94           | 98           | 101          | 4            | 113          | 116          | 117          | 7            | 211    |
| 6    | Laura Horváth (HUN)             | A      | 75.82       | 90           | 94           | 94           | 7            | 115          | 115          | 119          | 4            | 205    |
| 7    | Laura Vest Tolstrup (DEN)       | A      | 73.98       | 88           | 89           | 92           | 8            | 116          | 116          | 119          |              | 205    |
| 8    | Emma Gleisner (FIN)             | A      | 75.90       | 85           | 85           | 88           | 9            | 108          | 111          | 114          | 8            | 199    |
| 9    | Nina Rondziková (SVK)           | A      | 71.49       | 83           | 86           | 88           | 10           | 104          | 108          | 111          | 9            | 199    |
| 10   | Guðný Björk Stefánsdóttir (ISL) | B      | 71.55       | 85           | 90           | 92           | 12           | 104          | 107          | 110          | 10           | 195    |
| 11   | Ivona Gavran (CRO)              | A      | 74.91       | 86           | 90           | 92           | 11           | 102          | 107          | 110          | 12           | 188    |
| 12   | Sofia Garcia Stefanova (BUL)    | B      | 75.98       | 70           | 71           | 75           | 13           | 90           | 96           | 102          | 11           | 177    |
| 13   | Paula Mroz (BEL)                | B      | 73.84       | 71           | 74           | 74           | 14           | 90           | 90           | 94           | 13           | 161    |
| —    | Alexandrina Ciubotaru (MDA)     | A      | 75.60       | 91           | 94           | 96           | 6            | 115          | 115          | 115          | —            | —      |
| —    | Marie Fegue (FRA)               | B      | 74.85       | —            | —            | —            | —            | —            | —            | —            | —            | —      |

### 81 kg femminili
| Pos. | Atleta                             | Gruppo | Peso atleta | Strappo (kg) | Strappo (kg) | Strappo (kg) | Strappo (kg) | Slancio (kg) | Slancio (kg) | Slancio (kg) | Slancio (kg) | Totale |
| Pos. | Atleta                             | Gruppo | Peso atleta | 1            | 2            | 3            | Pos.         | 1            | 2            | 3            | Pos.         | Totale |
| ---- | ---------------------------------- | ------ | ----------- | ------------ | ------------ | ------------ | ------------ | ------------ | ------------ | ------------ | ------------ | ------ |
|      | Weronika Zielińska-Stubińska (POL) | A      | 79.61       | 103          | 103          | 106          |              | 127          | 130          | 132          |              | 235    |
|      | Elena Erighina (MDA)               | A      | 80.76       | 99           | 99           | 103          |              | 126          | 129          | 131          |              | 234    |
|      | Dilara Narin (TUR)                 | A      | 81.00       | 95           | 97           | 101          | 4            | 125          | 128          | 128          |              | 222    |
| 4    | Liana Gyurjyan (ARM)               | A      | 81.00       | 95           | 98           | 98           | 6            | 125          | 125          | 129          | 4            | 220    |
| 5    | Darya Kheidzer (AIN)               | A      | 80.79       | 93           | 96           | 96           | 5            | 112          | 116          | 120          | 5            | 212    |
| 6    | Anastasia Cîlcic (MDA)             | A      | 80.77       | 80           | 84           | 87           | 8            | 100          | 105          | 109          | 6            | 193    |
| 7    | Simona Jeřábková (CZE)             | A      | 76.48       | 84           | 84           | 87           | 7            | 105          | 109          | 110          | 7            | 192    |
| —    | Ilke Lagrou (BEL)                  | A      | 80.43       | 97           | 100          | 103          |              | 123          | 125          | 125          | —            | —      |
| —    | Nikki Löwik (NED)                  | A      | 80.57       | 102          | 103          | 104          | —            | 125          | —            | —            | —            | —      |
| —    | Katrina Feklistova (GBR)           | A      | 79.82       | —            | —            | —            | —            | —            | —            | —            | —            | —      |
| —    | Katherine Vibert (USA)             | A      | 76.89       | 110          | 110          | 110          | —            | 140          | 140          | —            | —            | —      |
| —    | Mattie Rogers (USA)                | A      | 78.11       | —            | —            | —            | —            | —            | —            | —            | —            | —      |

### 87 kg femminili
| Pos. | Atleta                        | Gruppo | Peso atleta | Strappo (kg) | Strappo (kg) | Strappo (kg) | Strappo (kg) | Slancio (kg) | Slancio (kg) | Slancio (kg) | Slancio (kg) | Totale |
| Pos. | Atleta                        | Gruppo | Peso atleta | 1            | 2            | 3            | Pos.         | 1            | 2            | 3            | Pos.         | Totale |
| ---- | ----------------------------- | ------ | ----------- | ------------ | ------------ | ------------ | ------------ | ------------ | ------------ | ------------ | ------------ | ------ |
|      | Solfrid Koanda (NOR)          | A      | 85.62       | 114          | 118          | 120          |              | 148          | 155          | 160          |              | 280    |
|      | Anastasiia Manievska (UKR)    | A      | 84.75       | 102          | 105          | 106          | 6            | 126          | 128          | —            |              | 230    |
|      | Hripsime Khurshudyan (ARM)    | A      | 86.80       | 102          | 105          | 105          |              | 122          | 122          | 125          | 5            | 227    |
| 4    | Tatev Hakobyan (ARM)          | A      | 86.95       | 103          | 106          | 106          | 5            | 124          | 126          | 127          | 4            | 227    |
| 5    | Büşra Çan (TUR)               | A      | 86.83       | 97           | 100          | 103          | 8            | 123          | 127          | 127          |              | 227    |
| 6    | Anne Vejsgaard Jensen (DEN)   | A      | 86.72       | 99           | 103          | 107          |              | 115          | 119          | 119          | 9            | 226    |
| 7    | Nina Schroth (GER)            | A      | 86.35       | 100          | 100          | 104          | 4            | 118          | 122          | 123          | 10           | 222    |
| 8    | Veronika Mitykó (HUN)         | A      | 83.05       | 101          | 101          | 102          | 7            | 112          | 116          | 118          | 12           | 220    |
| 9    | Eliise Peterson (EST)         | A      | 85.68       | 100          | 100          | 104          | 9            | 120          | 123          | 124          | 8            | 220    |
| 10   | Mariam Murgvliani (GEO)       | A      | 85.39       | 97           | 101          | 101          | 10           | 116          | 121          | 121          | 7            | 218    |
| 11   | Alexandra Alexe (ROU)         | A      | 83.65       | 95           | 99           | 99           | 12           | 118          | 121          | 125          | 6            | 216    |
| 12   | Nikola Seničová (SVK)         | A      | 84.99       | 96           | 97           | 101          | 11           | 118          | 124          | 124          | 11           | 215    |
| 13   | Lenka Žembová (SVK)           | B      | 87.00       | 91           | 91           | 94           | 13           | 110          | 114          | 115          | 13           | 209    |
| 14   | Eliška Šmigová (CZE)          | B      | 83.78       | 87           | 90           | 91           | 15           | 110          | 114          | 117          | 14           | 201    |
| 15   | Friðný Fjóla Jónsdóttir (ISL) | B      | 81.82       | 88           | 92           | 93           | 14           | 105          | 106          | 112          | 15           | 194    |
| 16   | Despoina Charitopoulou (GRE)  | B      | 82.58       | 80           | 85           | 85           | 16           | 101          | 106          | 106          | 16           | 191    |
| 17   | Pavlína Šedá (CZE)            | B      | 84.01       | 79           | 82           | 84           | 17           | 92           | 96           | 100          | 17           | 184    |
| 18   | Abida Ćorić (BIH)             | B      | 81.89       | 80           | 83           | 83           | 18           | 99           | 103          | 103          | 18           | 179    |

### Oltre 87 kg femminili
| Pos. | Atleta                    | Gruppo | Peso atleta | Strappo (kg) | Strappo (kg) | Strappo (kg) | Strappo (kg) | Slancio (kg) | Slancio (kg) | Slancio (kg) | Slancio (kg) | Totale |
| Pos. | Atleta                    | Gruppo | Peso atleta | 1            | 2            | 3            | Pos.         | 1            | 2            | 3            | Pos.         | Totale |
| ---- | ------------------------- | ------ | ----------- | ------------ | ------------ | ------------ | ------------ | ------------ | ------------ | ------------ | ------------ | ------ |
|      | Emily Campbell (GBR)      | A      | 129.80      | 112          | 116          | 116          |              | 146          | 151          | —            |              | 263    |
|      | Anastasija Hotfrid (GEO)  | A      | 100.13      | 111          | 115          | 117          |              | 128          | 133          | 140          |              | 257    |
|      | Fatmagül Çevik (TUR)      | A      | 109.68      | 103          | 103          | 107          | 4            | 125          | 129          | 131          |              | 238    |
| 4    | Valentyna Kisil' (UKR)    | A      | 100.76      | 104          | 106          | 108          |              | 126          | 129          | 130          | 5            | 234    |
| 5    | Sarah Fischer (AUT)       | A      | 96.22       | 97           | 101          | 105          | 6            | 125          | 130          | 132          | 4            | 231    |
| 6    | Krystyna Borodina (UKR)   | A      | 96.43       | 98           | 100          | 102          | 5            | 125          | 130          | 131          | 6            | 227    |
| 7    | Dzhesika Ivanova (BUL)    | A      | 102.36      | 94           | 98           | 100          | 8            | 116          | 125          | 128          | 7            | 225    |
| 8    | Erla Ágústsdóttir (ISL)   | B      | 116.21      | 93           | 97           | 100          | 7            | 110          | 115          | 115          | 8            | 215    |
| 9    | Tereza Králová (CZE)      | B      | 93.07       | 88           | 92           | 92           | 9            | 111          | 112          | 118          | 10           | 204    |
| 10   | Danique Schepens (NED)    | B      | 100.82      | 85           | 91           | 92           | 10           | 108          | 112          | 115          | 9            | 197    |
| 11   | Cecily Ellis (NED)        | B      | 104.03      | 75           | 75           | 82           | 11           | 95           | 100          | 100          | 11           | 175    |
| —    | Tuana Süren (TUR)         | A      | 96.74       | 103          | 103          | —            | —            |              | —            | —            | —            | —      |
| —    | Mary Theisen-Lappen (USA) | A      | 135.12      | 116          | 116          | 121          | —            | 145          | 150          | 155          | —            | 271    |